# New York Central Railroad v. White
L'arrêt New York Central Railroad v. White (243 U.S. 188, 37 S.Ct. 247, 61 L.Ed. 667, 1917) de la Cour suprême des États-Unis déclare constitutionnelle une loi de l'État de New York mettant en place un fonds d'indemnisation forfaitaire pour les  accidents du travail, dit de workers' compensation. Il s'agit d'un arrêt atypique pendant l'ère Lochner dans la mesure où la Cour accepte une certaine forme de régulation de l'économie.

## Motifs de l'arrêt
La Cour note dans cet arrêt que ce dispositif d'indemnisation forfaitaire va à l'encontre du common law concernant la responsabilité des employeurs et les droits à indemnisation des employés en cas de négligence caractérisée (§20). En effet, la victime d'un accident ayant eu lieu sur son lieu de travail et lors de son travail bénéficie d'une présomption de responsabilité de l'employeur. En échange de cette inversion de la charge de la preuve au bénéfice de l'employé, et par rapport aux usages du common law, l'employé doit renoncer à poursuivre en justice son employeur et à demander une indemnisation supérieure à ce que le Fonds d'indemnisation forfaitaire lui accorde.
Elle établit (§21) que l'État de NY fait valoir que la doctrine sur la responsabilité du common law est inadaptée au contexte moderne lié à l'industrialisation, dans lequel les « causes des accidents sont souvent si obscures et complexes » qu'il est difficile, sinon impossible, de former un jugement correct sur la responsabilité des uns et des autres, et qu'en tout état de cause, la charge de preuve reposant, selon la doctrine du common law, sur l'employé victime d'un accident, ceci équivaut à un déni de justice puisque celui-ci n'arriverait jamais à démontrer la preuve de la responsabilité de son employeur. Dès lors, le dispositif d'indemnisation forfaitaire permet d'éviter des procédures longues et inefficaces au profit d'un système automatique plus simple.
Cette interférence avec la liberté contractuelle, et notamment d'« acheter et de vendre la force de travail », est justifiée par la Cour au nom du pouvoir de police des Etats en matière de sûreté, de santé et de morale publique (§37). L'intérêt général du public à protéger les salariés contre les accidents du travail est souligné, dans la mesure où cela s'intègre à la lutte contre le paupérisme, intrinsèquement lié « au vice et au crime » (§37). La Cour rejette donc l'argumentation de la défense visant à faire valoir qu'un tel système irait à l'encontre de la clause de due process impliquée, selon la jurisprudence de la Cour, par le XIVe amendement.